# Thermes de Għajn Tuffieħa
Les Thermes de Għajn Tuffieħa sont un site archéologique de l'époque romaine, situé sur la commune de L-Imġarr à Malte. Il s’agissait d'un système thermal de petite taille (balneum), daté de la fin du Ier siècle ou du début du IIe siècle ap. J.C., et dans lequel ont été mises au jour de belles mosaïques.

## Découverte du site

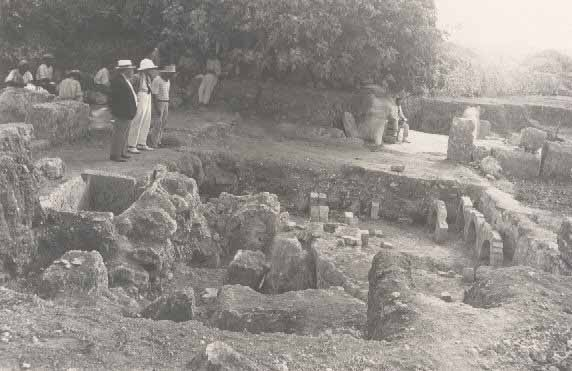
Fouille du site dans les années 1930

Le site est loin de toute agglomération mais à proximité de deux des plus belles plages de l'île de Malte, à Għajn Tuffieħa. Le site archéologique fut découvert accidentellement en 1929, au cours d'une excavation destinée à rechercher une source d'eau, sous un escarpement de calcaire corallien supérieur. Il est probable que l'emplacement du site d'origine ait aussi été dictée par la présence d'une source à cet endroit, l'endroit signifiant la source des pommes en maltais.
C'est Themistocles Zammit qui dirigea les fouilles avec l'aide de 8 ouvriers. Une autre campagne fut menée entre 1981 et 1982, mais les résultats n'ont jamais été publiés.

## Architecture des bâtiments
Le complexe comprenait un système de chauffage pour l'eau et l'air des pièces. Dans ce but, le sol de la pièce de chauffage reposait sur des petites arches de briques afin de faire chauffer l'air et le faire circuler (les arches de briques ont aujourd’hui disparu, elles sont visibles sur les photos d'époque). On retrouve les éléments habituels des thermes romains : la pièce chaude (le caldarium), tiède (le tepidarium), et froide (le frigidarium). On y trouve également une piscine extérieure, des latrines pouvant accueillir 11 personnes en même temps et une série de petites pièces pouvant servir de chambres (cubicula).
Les fouilles de 1929 retrouvèrent également des éléments de stuc peint, ainsi que des fragments de vitraux colorés.

## Mosaïques

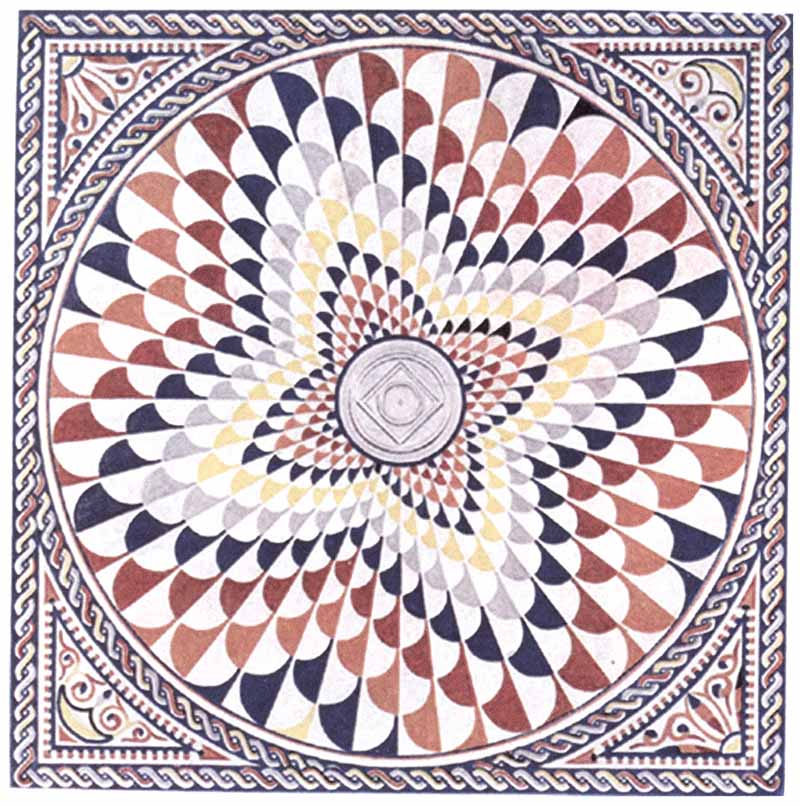
Motif de la grande mosaïque

De très belles mosaïques sont mises au jour, toutes comprenant des motifs géométriques. Celle de la pièce froide présente une forme de cubes en perspective axonométrique évoquant le motif d'une des mosaïques de la Domvs Romana de Mdina.
Mais la plus belle est assurément une vaste composition géométrique arrondie florale, s'inscrivant dans un carré aux bordures finement décorées, qui ornait autrefois le tepidarium.

## Destination du complexe thermal
La taille et l'emplacement du complexe posent question. Il semble trop petit et trop loin d'une ville pour une fonction de thermes publiques de masse. Il ressemblerait plus à une structure liée à une villa résidentielle voire de tourisme pour de riches Romains en villégiature (comme la villa romaine de Ramla à Gozo) ; le problème est qu'aucun bâtiment romain à proximité n'a été mis au jour. Il reste deux hypothèses, soit les bains sont rattachés à une villa restant non découverte, soit ils sont à destination d'un public de passage, sur une route reliant la ville à la plage et à la mer. La présence des cubiculae fait plutôt pencher les spécialistes pour la deuxième hypothèse : un petit établissement de bains (balneum) proche d'un idyllique panorama méditerranéen. Les très belles mosaïques évoquent un établissement luxueux pour une clientèle prospère.

## Le site aujourd'hui
Le site est géré par l'organisme d'État Heritage Malta. Il n'est pas ouvert au public. Un projet de réhabilitation du site est actuellement à l'étude.